# NSTG Böhmisch Leipa
Die NSTG Böhmisch Leipa, vollständig Nationalsozialistische Turngemeinde Böhmisch Leipa, war ein deutscher Sportverein aus Böhmisch Leipa im Reichsgau Sudetenland, dem heutigen Česká Lípa.

## Geschichte
Die NSTG Böhmisch Leipa entstand 1939 als Zusammenschluss der örtlichen Vereine in Böhmisch Leipa, darunter auch der Verein Deutscher SV Böhmisch Leipa. In ihrer ersten Spielzeit verpasste die Mannschaft als Tabellenzweiter hinter NSTG Gablonz die Spiele um die Regionalmeisterschaft. In der Spielzeit 1940/41 litt die Mannschaft an Spielermangel, so dass sie sich März 1941 freiwillig vom Spielbetrieb zurückzog. 1943 gelang der Wiederaufstieg in die Gauliga. Nach einem vierten Platz in der Gruppe II fand in der folgenden Spielzeit kein Spielbetrieb mehr statt. 1945 erlosch der Verein mit dem Ende des Reichsgaus und der Kapitulation des Deutschen Reichs.